# Fu Kchuan
Fu Kchuan (čínsky pchin-jinem Fù Kuān, znaky zjednodušené 傅寬, tradiční 傅宽, † 190 př. n. l.), byl čínský politik počátků říše Chan. Původně řadový poddaný říše Čchin se po vypuknutí protičchinského povstání Čchen Šenga přidal k rebelům. Patřil ke generálům kolem Liou Panga, zakladatele říše Chan. Po sjednocení Číny pod Liou Pangovou vládou vedl správu údělných království Čchi a Taj.

## Život
Fu Kchuan žil před rokem 209 př. n. l. v Pchej (moderní okres Feng v městské prefektuře Sü-čou na severu provincie Ťiang-su). Přátelil se starostou jedné z obcí pchejského okresu, později psancem a vůdcem banditů Liou Pangem.
Roku 209 př. n. l. vypuklo povstání Čchen Šenga proti říši Čchin, nedlouho předtím sjednotivší Čínu. Vzbouřil se i okres Pcheng, kde se s podporou zaměstnanců okresního úřadu Siao Chea a Cchao Šena Liou Pang postavil do čela rebelů. Fu Kchuan také patřil mezi Liou Pangovy stoupence a bojoval v jeho armádě. Po porážce Čchinů získal roku 206 př. n. l. Liou Pang titul krále z Chan a vlastní království na jihozápadě Číny. Fu Kchuanovi udělil titul pána z Kung-te (共德君) a jmenoval ho generálem kavalerie. V následující válce Liou Panga se Siang Jüem o vládu nad Čínou se podílel na taženích Liou Panga a na dobytí Čchi pod velením Chan Sina.
Roku 202 př. n. l. Liou Pang zvítězil nad Siang Jüem, sjednotil Čínu do říše Chan a prohlásil se císařem. Fu Kchuan za své zásluhy koncem roku 202 př. n. l. př. n. l. obdržel titul markýze z Jang-lingu (陽陵侯) s 2000 poddanými domácnostmi. Poté byl jmenován rádcem (siang, od roku 194 př. n. l. nejvyšší rádce čcheng-siang) králů Čchi a od roku 196 př. n. l. Taj.
Zemřel roku 190 př. n. l., byl poctěn posmrtným jménem markýz Ťing (景侯).